# Маршал, Уильям, 1-й барон Маршал
Уильям (II) Маршал (англ. William Marshal; 29 сентября 1277 — 24 июня 1314) — английский аристократ, феодальный барон Хингэма с 1282, маршал Ирландии, 1-й барон Маршал с 1309 года, сын Джона V Маршала и Хафизы. Происходил из побочной ветви англо-нормандского рода Маршалов. Безуспешно пытался получить принадлежавшую когда-то его предкам должность маршала Англии. Принимал участие в шотландском походе Эдуарда II, во время которого погиб в битве при Бэннокберне.

## Происхождение
Уильям происходил из побочной линии англо-нормандского рода Маршалов, родоначальником которого был Гилберт Маршал, главный маршал королевского двора Генриха I Боклерка. Самым известным представителем рода был Уильям Маршал, 1-й граф Пембрук, который прославился многочисленными победами на рыцарских турнирах. Он верно служил нескольким королям Англии, в награду за это он получил руку богатой английской наследницы и титул графа Пембрука. Старшим братом Уильяма был Джон II Маршал, сенешаль будущего короля Иоанна Безземельного (в бытность того графом Мортоном), который погиб во время мятежа графа Мортона против короля Ричарда I Львиное Сердце.
У Джона II остался незаконнорожденный сын Джон III Маршал, который выдвинулся благодаря поддержке дяди, Уильяма Маршала, и благосклонности короля Иоанна. Сохранив верность королю в Первой баронской войне, он получил немало пожалований. Также Джон III женился на Алисе де Ри, дочери и наследнице Хьюберта IV де Ри из Хингэма (Хокеринг) в Восточной Англии, что принесло ему баронию Хокеринг. Его младший сын Уильям I Маршал, ставший наследником владений, погиб в 1265 году во время Второй баронской войны, сражаясь на стороне мятежных баронов. Однако король позволил унаследовать родовые владения его сыну Джону V.

## Биография
Уильям родился 29 сентября 1277 и был единственным известным сыном Джона V Маршала. Его отец умер в 1282 году. Поскольку Уильям был в это время малолетним, над ним была установлена опека. Опекуном и управляющим его владениями стал Джон де Богун, младший сын Хамфри Богуна, 2-го графа Херефорда, заплативший за это право королю 2,5 тысячи марок.
В феврале 1308 года Уильям принимал участие в коронации Эдуарда II, во время которой он нёс золотые королевские шпоры. В том же году он предъявил претензии на должность маршала Англии, которая освободилась в 1306 году после смерти бездетного Роджера Биго, 5-го графа Норфолка, заявивший, что  эта должность ранее принадлежала его предкам, поэтому она должна перейти к нему. Однако король 12 марта назначил на эту должность Николаса де Сегрейва. Уильям безуспешно пытался оспорить это назначение. Борьба между претендентами на должность оказалась настолько ожесточённой, что в июле 1311 года Эдуард II запретил обоим спорщикам появляться на заседания парламента вооружёнными.
8 декабря 1309 года Уильям был впервые вызван в парламент в качестве 1-го барона Маршала.
В 1314 году Уильям принял участие в шотландском походе Эдуарда II, во время которого погиб в битве при Бэннокберне. Наследовал ему сын Джон.

## Брак и дети
Жена: Кристиана Фицуолтер (умерла до 6 декабря 1315), дочь Роберта Фицуолтера, 1-го барона Фицуолтера и Деворгилы де Бург. Дети:
- Джон (VI) Маршал (1 августа 1292 — 12 августа 1316), 2-й барон Маршал и маршал Ирландии с 1314[3].
- Дениза Маршал (умерла 14 сентября 1316)[3].
- Гевиза Маршал (умерла до 1327); муж: Роберт де Морли (умер 23 марта 1360), 2-й барон Морли[3].